# أتيلا بلازس
أتيلا بلازس (بالمجرية: Balázs Attila)‏ مواليد 27 ديسمبر 1988 في بودابست، هو لاعب كرة مضرب مجري يلعب باليد اليمنى. أعلى مركز له في تصنيف رابطة محترفي كرة المضرب في الفردي كان المركز الـ 153 في سنة 2010. أعلى تصنيف له في الزوجي كان المركز الـ 312 في سنة 2009.

## وصلات خارجية
- أتيلا بلازس على موقع رابطة محترفي التنس (الإنجليزية)
- أتيلا بلازس على موقع الاتحاد الدولي لكرة المضرب (الإنجليزية)
- أتيلا بلازس على موقع كأس ديفيز (الإنجليزية)
- أتيلا بلازس على موقع خلاصة التنس.كوم (الإنجليزية)